# Annika Peimann
Annika Peimann (* 15. Januar 1974 in Hamburg) ist eine deutsche Schauspielerin.

## Leben
Annika Peimann absolvierte eine Ausbildung zum Zupfinstrumentenmacher und machte eine Schauspielausbildung. Sie hatte ihre ersten Fernsehrollen bei Verbotene Liebe, Der Ermittler, Die Wache, Kunden und andere Katastrophen und Wolffs Revier. Vom 16. Mai 2006 bis zum 19. November 2007 war sie in der RTL Daily-Soap Unter uns als Lara Martensen zu sehen. Annika Peimann lebt in Köln, ist unverheiratet und kinderlos.